# Bibliothèque interuniversitaire scientifique de Jussieu
Bibliothèque interuniversitaire scientifique de Jussieu (česky Meziuniverzitní vědecká knihovna v Jussieu) je univerzitní knihovna v Paříži se specializací na přírodní vědy. Od roku 2009 je součástí Bibliothèque universitaire Pierre-et-Marie-Curie, která slouží Univerzitě Paříž VI. Jejím sídlem je kampus Jussieu v 5. obvodu (pouze oddělení výzkumu matematiky a informatiky sídlí ve 13. obvodu). Sloužila rovněž studentům a zaměstnancům Univerzity Paříž VI, která do roku 2007 také sídlila v kampusu.

## Historie
Základ knižního fondu pochází z vědeckého oddělení Sorbonnské knihovny. V roce 1970 knihovna spolu s fakultou přírodních věd přesídlila na dnešní místo v 5. obvodu do kampusu Jussieu. Protože zde sídlily dvě univerzity (Paříž VI a Paříž VII), knihovna sloužila oběma institucím jako meziuniverzitní, ovšem připojena byla k Univerzitě Paříž VI.
Od roku 2006 měla společné ředitelství s Lékařským dokumentačním centrem Univerzity Paříž VI. V roce 2009 byly obě instituce spojeny a vznikla nová Univerzitní knihovna Pierre-et-Marie-Curie. Ztratila rovněž meziuniverzitní charakter, neboť Univerzita Paříž VII se odstěhovala z kampusu Jussieu do nového kampusu Paris Rive Gauche ve 13. obvodu.

## Členění
Knihovna má celkem 10 oddělení:
- Bibliothèque L1-L2 scientifique (Vědecká knihovna pro 1. a 2. ročník): slouží studentům prvního cyklu a obsahuje všechny přírodní vědy (ostatní oddělení jsou specializovaná), studovna má 552 míst.[1]

Pro studenty 3. ročníku a magisterského studia jsou oddělení rozdělena tematicky:
- Section de Biologie Enseignement (Oddělení výuky biologie) [2]
- Section de Chimie Enseignement (Oddělení výuky chemie) [3]
- Section de Physique Enseignement (Oddělení výuky fyziky) [4]
- Section de Mathématiques-Informatique Enseignement (Oddělení výuky matematiky a informatiky) [5]
- Section de Géologie Enseignement (Oddělení výuky geologie) [6]

Pro doktorandy a vědecký výzkum má knihovna čtyři specializovaná oddělení:
- Section de Biologie Recherche (Oddělení výzkumu biologie) [7]
- Section de Chimie-Physique Recherche (Oddělení výzkumu chemie a fyziky) [8]
- Section de Mathématiques-Informatique Recherche (Oddělení výzkumu matematiky a informatiky) [9]
- Section de Sciences de la Terre Recherche (Oddělení výzkumu věd o Zemi) [10]